# مزاعم علاقة صدام حسين بتنظيم القاعدة
ادلى مسئولون بالحكومة الأمريكية بادعاءات بوجود علاقة بين صدام حسين و‌القاعدة، وادعوا ان هناك علاقة سرية للغاية بين الرئيس العراقي صدام حسين ومنظمة القاعدة الإسلامية المتشددة بين عامي 1992 و2003، وتحديدا من خلال سلسلة من الاجتماعات التي تردد انها تشمل جهاز المخابرات العراقي. في الفترة التي سبقت حرب العراق، زعم مسؤولو إدارة جورج دبليو بوش أن نظام صدام حسين كان على علاقة عملياتية مع تنظيم القاعدة (على الرغم من وجود أدلة ضئيلة ذات مصداقية على وجود مثل هذه العلاقة في ذلك الوقت)، مستندين في الأساس المنطقي للإدارة الأمريكية للحرب، جزئيا، إلى هذا الادعاء وغيره.
خلص تقرير المفتش العام للبنتاغون لعام 2007 إلى أن مكتب دوغلاس فيث في وزارة الدفاع قد «طور وأنتج ثم نشر تقييمات استخباراتية بديلة حول العلاقة بين العراق والقاعدة، والتي تضمنت بعض الاستنتاجات التي كانت غير متسقة مع توافق آراء مجتمع الاستخبارات، لكبار صانعي القرار».
إجماع خبراء الاستخبارات هو، هذه الاتصالات لم تؤد أبدا إلى علاقات تجارية، ويدعم هذا الإجماع تقرير لجنة 11 سبتمبر المستقلة، وتقرير وزارة الدفاع الذي رفعت عنه السرية، وتقرير لجنة مجلس الشيوخ الخاصة للاستخبارات، التي خلصت في تقريرها لعام 2006 عن المرحلة الثانية من التحقيق في تقارير الاستخبارات قبل الحرب، إلى أنه لا يوجد دليل على وجود صلة بين صدام حسين والقاعدة. يقول منتقدو إدارة بوش إن بوش خلق عمداً أسبابًا للحرب مع العراق دون مراعاة الأدلة الواقعية. وفي 29 نيسان/أبريل 2007، صرح جورج تينيت، المدير السابق لوكالة المخابرات المركزية، في مقال «60 دقيقة» بأنه «لن نتمكن أبدا من التحقق من أن العراق لديه أي سلطة أو قيادة أو سيطرة، أو تواطؤ مع القاعدة في 11 أيلول/سبتمبر، أو أي عمل ضد الولايات المتحدة».

## الادعاءات

### ما بعد 11 سبتمبر
سعت إدارة بوش إلى ربط الديكتاتور العراقي بالمتطرفين الإسلاميين في وقت مبكر في أعقاب هجمات 11 سبتمبر. يُزعم أن الرئيس بوش رفع القضية إلى توني بلير في وقت مبكر من 14 سبتمبر 2001، على الرغم من أن بلير حثه على عدم متابعة الادعاء.
وبالإضافة إلى ذلك، تلقى بوش في 21 سبتمبر 2001 ملخصا يوميا سريا للرئيس يشير إلى أن أجهزة الاستخبارات الأمريكية ليس لديها أي دليل يربط صدام حسين بهجمات 11 سبتمبر وأنه «لم يكن هناك دليل موثوق به على أن العراق كان على علاقة تعاونية كبيرة مع تنظيم القاعدة».

### ادعاءات تشيني
كان نائب الرئيس ديك تشيني صرح في التاسع ديسمبر 2001 لوكالة «لقاء مع الصحافة» ان العراق يؤوي عبد الرحمن ياسين المشتبه به في تفجير مركز التجارة العالمي في 1993 وكرر هذا التصريح في ظهور اخر في 14 سبتمبر 2003 قائلا «علمنا أكثر ف أكثر ان هناك علاقة بين العراق والقاعدة امتدت إلى معظم عقد التسعينيات، وأنها شملت التدريب، على سبيل المثال، على الأسلحة البيولوجية والأسلحة الكيميائية، التي أرسلها تنظيم القاعدة إلى بغداد للتدريب على النظم المعنية. العراقيون الذين يقدمون الخبرة والمشورة في صنع القنابل لتنظيم القاعدة. نعرف، على سبيل المثال، فيما يتعلق بتفجير مركز التجارة العالمي الأصلي في عام 1993 أن أحد المفجرين كان عراقيا، وعاد إلى العراق بعد هجوم عام 1993. وقد علمنا بعد ذلك، منذ أن ذهبنا إلى بغداد ودخلنا في ملفات الاستخبارات، أن هذا الشخص ربما تلقى أيضا تمويلا من الحكومة العراقية فضلا عن ملاذ آمن». ومرة أخرى في مقابلة مع الإذاعة الوطنية العامة في يناير 2004، ذكر أن هناك «أدلة دامغة» على وجود علاقة بين صدام والقاعدة على أساس أدلة بما في ذلك إيواء العراق المزعوم لياسين.
وفي نفس مقابلات لقاء الصحافة، المح تشيني إلى وجود علاقة بين العراق و‌محمد عطا؛ قال وزير الداخلية التشيكي اليوم ان ضابط مخابرات عراقيا اجتمع مع محمد عطا أحد زعماء هجمات 11 سبتمبر الارهابية على الولايات المتحدة قبل خمسة أشهر فقط من تنفيذ عمليات الاختطاف المتزامنة والقتل الجماعي. و "فيما يتعلق 9/11، وبطبيعة الحال، لقد كان لدينا القصة التي كانت عامة هناك. زعم التشيكيون أن محمد عطا، المهاجم الرئيسي، التقى في براغ مع مسؤول كبير في الاستخبارات العراقية قبل خمسة أشهر من الهجوم، لكننا لم نتمكن من تطوير المزيد من ذلك حتى الآن سواء من حيث تأكيده أو التشكيك به. نحن فقط لا نعرف. ومنذ ذلك الحين تراجع المسؤولون التشيكيون عن هذا الزعم، بل إن تشيني اعترف منذ ذلك الوقت بأن فكرة "عقد الاجتماع من الأساس" قد ألغيت تماماً الآن.

### إدعاءات وشكوك مجتمع الاستخبارات
في المراحل الأولى من الحرب على الإرهاب، كانت وكالة الاستخبارات المركزية، تحت قيادة جورج تينت، ترتفع إلى مكانة بارزة باعتبارها الوكالة الرائدة في حرب أفغانستان. ولكن عندما أصر تينت في لقاءاته الشخصية مع الرئيس بوش على عدم وجود صلة بين القاعدة والعراق، بدأ نائب الرئيس ديك تشيني ووزير الدفاع دونالد رامسفيلد برنامجاً سرياً لفحص الأدلة وتهميش وكالة المخابرات المركزية وتينيت.

## الشكوك حول الاتصال
لقد وجدت دراسة روبرت باب الشاملة للإرهاب الانتحاري أن " الغالبية العظمى من الإرهابيين الانتحاريين عبر الحدود التابعين لتنظيم القاعدة يأتون من أقرب حلفاء أميركا في العالم الإسلامي، وليس من الأنظمة الإسلامية التي تعتبرها وزارة الخارجية الأميركية " الدول الداعمة للإرهاب".
وأشار بابي إلى أنه لا يوجد مهاجمون انتحاريون من القاعدة من العراق. وعلى نحو مماثل، فشلت دراسة دانييل بايمان للإرهاب الذي ترعاه الدولة في تصنيف العراق على أنه دولة ترعى الإرهاب، ووصفت الروابط مع تنظيم القاعدة بأنه «سبب ضعيف قبل الحرب، ويبدو أنه يزداد ضعفاً بعد الحرب». وكان الاستنتاج الذي توصل إليه خبراء مكافحة الإرهاب روهان غوناراتنا و‌بروس هوفمان ودانيال بنيامين، فضلا عن الصحفيين بيتر بيرغن وجيسون بيرك (اللذين كتبا على نطاق واسع عن تنظيم القاعدة)، هو أنه لا يوجد دليل يشير إلى أي علاقة تعاونية بين صدام حسين والقاعدة.